# Essonsche Ausnutzungsziffer
Essonsche Ausnutzungsziffer, auch Esson'sche Ziffer, Esson'sche Leistungszahl oder Esson'scher Faktor, wird häufig mit C abgekürzt und wird beim Entwurf und der Bewertung von elektrischen Maschinen herangezogen. Sie ist folgendermaßen definiert:
{\displaystyle C={\frac {P_{i}}{D^{2}\cdot l\cdot n}}}
mit
- C = Essonsche Ausnutzungziffer, kohärente SI-Einheit Pa, früher üblich {\displaystyle {\frac {\rm {VA\cdot min}}{\rm {m^{3}}}}}
- Pi = innere Leistung der elektrischen Maschine
- n = Drehzahl
- D = Durchmesser des Ankers
- l = Länge des Ankers

Eine alternative Bewertungszahl ist der Drehschub.

## Einflussfaktoren auf die Ausnutzungsziffer
- Baugröße (leistungsstärkere Maschinen erreichen höhere Ausnutzung)
- Bauart (mehrpolige E-Maschinen haben höhere Ausnutzung)
- Kühlung

## Typische Werte
Bemessungsleistung bis 30 kVA: (2...3) kVA min/m3
Bei wassergekühlten Maschinen können bis zu 30 kVA min/m3 erreicht werden.